# Naumannit
Naumannit, veraltet auch als Selensilber, Selenbleisilber oder Selensilberglanz bekannt, ist ein relativ selten vorkommendes Mineral aus der Mineralklasse der „Sulfide und Sulfosalze“ mit der chemischen Zusammensetzung Ag2Se. Naumannit ist damit chemisch gesehen ein Silber(I)-selenid, das strukturell mit den Sulfiden verwandt ist.
Naumannit kristallisiert im orthorhombischen Kristallsystem und entwickelt überwiegend körnige bis massige Aggregate, aber auch idiomorphe, pseudokubische, maximal 1 cm große Kristalle von grau- bis eisenschwarzer Farbe, die typischerweise bräunlich anlaufen.

## Etymologie und Geschichte

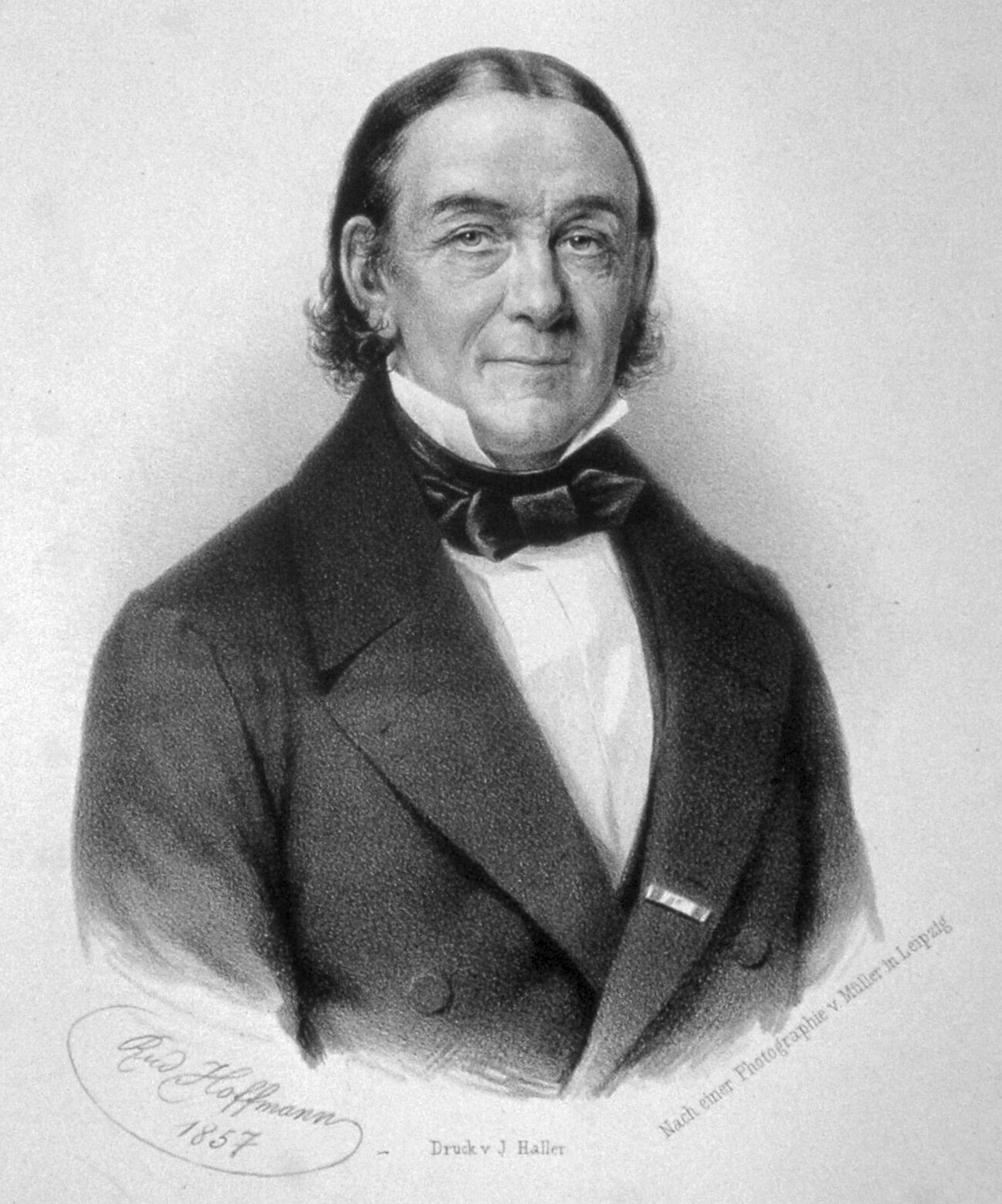
Namensgeber Karl Friedrich Naumann

Als Entdecker des Naumannits gilt der Berliner Mineraloge Gustav Rose, der das Mineral 1828 „unter den Stufen von Selenblei von Tilkerode am östlichen Harz, die sich in der Königlichen Mineraliensammlung in Berlin befinden“ gefunden hatte. Erst im Jahre 1845 führte der Wiener Mineraloge Wilhelm von Haidinger zu Ehren des sächsischen Geologen und Kristallographen Carl Friedrich Naumann den Namen Naumannit ein.
Nicht verwechselt werden darf das Mineral mit dem 1854 von Nikolai Iwanowitsch Kokscharow beschriebenen „Naumannit“, der sich als Niob-haltiger Rutil (Ilmenorutil) erwiesen hat.
Da der Naumannit bereits lange vor der Gründung der International Mineralogical Association (IMA) bekannt und als eigenständige Mineralart anerkannt war, wurde dies von ihrer Commission on New Minerals, Nomenclature and Classification (CNMNC) übernommen und bezeichnet den Naumannit als sogenanntes „grandfathered“ (G) Mineral. Die ebenfalls von der IMA/CNMNC anerkannte Kurzbezeichnung (auch Mineral-Symbol) von Naumannit lautet „Nau“.
Ein Aufbewahrungsort für das Typmaterial des Minerals ist nicht dokumentiert.

## Klassifikation
Bereits in der veralteten 8. Auflage der Mineralsystematik nach Strunz gehörte der Naumannit zur Mineralklasse der „Sulfide und Sulfosalze“ und dort zur Abteilung der „Sulfide etc. mit [dem Stoffmengenverhältnis] M(etall) : S(chwefel) > 1 : 1“, wo er zusammen mit Aguilarit, Akanthit (>173 °C: Argentit), Hessit und Petzit sowie im Anhang mit Argyrodit, Billingsleyit, Canfieldit, Empressit und Stützit die „Argentit-Naumannit-Gruppe“ mit der System-Nr. II/A.03 bildete.
Im zuletzt 2018 überarbeiteten und aktualisierten Lapis-Mineralienverzeichnis nach Stefan Weiß, das sich im Aufbau noch nach dieser alten Form der Systematik von Karl Hugo Strunz richtet, erhielt das Mineral die System- und Mineral-Nr. II/B.05-030. In der „Lapis-Systematik“ entspricht dies ebenfalls der Abteilung „Sulfide, Selenide und Telluride mit dem Stoffmengenverhältnis Metall : S,Se,Te > 1 : 1“, wo Naumannit zusammen mit Aguilarit, Akanthit (Argentit > 173 °C), Cervelleit, Chenguodait, Empressit, Hessit, Stützit und Tsnigriit die unbenannte Gruppe II/B.05 bildet.
Auch die von der International Mineralogical Association (IMA) zuletzt 2009 aktualisierte 9. Auflage der Strunz’schen Mineralsystematik ordnet den Naumannit in die Abteilung der „Metallsulfide, M : S > 1 : 1 (hauptsächlich 2 : 1)“ ein. Diese ist allerdings weiter unterteilt nach den in der Verbindung vorherrschenden Metalle, so dass das Mineral entsprechend seiner Zusammensetzung in der Unterabteilung „mit Kupfer (Cu), Silber (Ag), Gold (Au)“ zu finden ist, wo es nur noch zusammen mit Aguilarit die unbenannte Gruppe 2.BA.30b bildet.
Die vorwiegend im englischen Sprachraum gebräuchliche Systematik der Minerale nach Dana ordnet den Naumannit ebenfalls in die Klasse der „Sulfide und Sulfosalze“ und dort in die Abteilung der „Sulfidminerale“ ein. Hier ist er zusammen mit Akanthit und Aguilarit in der „Akanthitgruppe“ mit der System-Nr. 02.04.01  innerhalb der Unterabteilung „Sulfide – einschließlich Seleniden und Telluriden – mit der Zusammensetzung Am Bn Xp, mit (m+n):p=2:1“ zu finden.

## Chemismus
In der theoretisch möglichen, idealen Zusammensetzung von Naumannit (Ag2Se) besteht das Mineral im Verhältnis aus je zwei Atomen Silber (Ag) und einem Atom Selen (Se) pro Formeleinheit. Dies entspricht einem Massenanteil (Gewichtsprozent) von 73,21 Gew.-% Ag und 26,79 Gew.-% Se.
Die Analyse der natürlichen Mineralbildung anhand des Typmaterials aus Tilkerode ergab dagegen eine leicht abweichende Zusammensetzung von 72,3 Gew.-% Ag und 28,09 Gew.-% Se sowie geringe Fremdbeimengungen von 0,3 Gew.-% Tellur (Te) und 0,1 Gew.-% Kupfer (Cu). Anderen Proben aus diesem Fundort enthielten zudem bis zu 4,91 Gew.-% Blei (Pb) und in Proben aus dem Bergbaubezirk Silver City im Owyhee County des US-Bundesstaates Idaho befand sich bis zu 1,3 Gew.-% Schwefel (S).

## Kristallstruktur
| Kristallstruktur von Naumannit   |                                       |
| Kristallsystem                   | orthorhombisch                        |
| Raumgruppe                       | P212121 (Nr. 19)                      |
| Gitterparameter (Elementarzelle) | a = 4,333 Å; b = 7,062 Å; c = 7,764 Å |
| Zahl (Z) der Formeleinheiten     | Z = 4                                 |

Naumannit kristallisiert im orthorhombischen Kristallsystem in der Raumgruppe P212121 (Raumgruppen-Nr. 19) mit den Gitterparametern a = 4,333 Å; b = 7,062 Å; c = 7,764 Å sowie vier Formeleinheiten pro Elementarzelle.
Seit 1936 ist bekannt, dass Naumannit bei einer Temperatur von 127–143 °C in eine kubisch-hexakisoktaedrische Hochtemperaturform übergeht, die als α-Ag2Se bezeichnet wird. Die Raumgruppe dieser Hochtemperaturform ist Im3m (Raumgruppen-Nr. 229) und der Gitterparameter beträgt a = 5,006 Å bei 2 Formeleinheiten pro Elementarzelle.
Die Struktur des Naumannits setzt sich aus Se-Schichten sowie aus zwei kristallographisch unabhängigen Ag-Atomen zusammen. Ein Ag-Atom befindet sich in unmittelbarer Nähe zur Se-Schicht und ist von vier Se-Atomen in einer gestörten tetrahedrischen Koordination umgeben, während das zweite Ag-Atom zwischen den Se-Schichten liegt und eine [3 + 1]-Koordination aufweist. Diese wird durch drei eng benachbarte, eine trigonale Fläche bildende Se-Atome sowie ein entfernt davon liegendes Se-Atom definiert.

## Eigenschaften

### Morphologie
Naumannit entwickelt überwiegend körnige bis massige, aber auch dünnplattige und sogar dendritische Aggregate. Viel seltener sind idiomorphe, pseudokubische, maximal 1 cm große Kristalle. Von der Typlokalität Tilkerode neben bis zentimetergroßen plattigen Aggregaten vor allem als tropfenförmiger Einschluss in Clausthalit sowie in größeren selbständigen, mitunter schön lamellar verzwillingten Massen. In der im Silver City District in Idaho liegenden De Lamar Mine trat Naumannit in Form von xenomorphen, knolligen Aggregaten auf; aus den ungewöhnlich reichen „Silver Stopes“ wurde ein 475 g schweres Stück beschrieben. Ferner neben undeutlichen auch in idiomorphen Kristallen. Würfelige, bei Temperaturen > 133 °C gebildete Kristalle wurden auf Gängen und in Drusen angetroffen, in Drusen fanden sich auch gut ausgebildete plattige Kristalle, die eine Kristallisation bei Temperaturen < 133 °C nahelegen.
Große Naumannit-Kristalle stammen aus der Midas Mine im Gold Circle District, Nevada, für die allerdings mehrfach gebänderte, an Naumannit und Elektrum reiche Erze mit kollomorpher Textur in Quarz und Adular typisch sind. Naumannit aus der bolivianischen Lagerstätte Virgen de Surumi entwickelt stark glänzenden Kriställchen mit geflossenen Oberflächen, die auf kristallisiertem Siderit sitzen.
Durch Einwirkung von mit einem langsamen Stickstoff-Strom durchzogenen Selen-Dämpfen auf Silber in Rotglut lässt sich Naumannit künstlich erzeugen. Die anfangs entstehenden dünnen, bis 2 cm langen Nadeln wandeln sich bei weiterer Einwirkung in stahlgraue Rhombendodekaeder um.

### Physikalische und chemische Eigenschaften
Die Kristalle und Aggregate des Naumannits sind grau- bis eisenschwarz gefärbt und laufen typischerweise bräunlich an. Ihre Strichfarbe ist schwarz. Sie weisen einen lichten, aber stark nachdunkelnden Metallglanz auf. Die seit der Erstbeschreibung des Naumannits beobachtete vollkommene Spaltbarkeit nach {001} ist tatsächlich eine Teilbarkeit, die aus dem Phasenübergang von der Hochtemperatur-Modifikation zum eigentlichen Naumannit resultiert. Mit einer Mohshärte von 2,5 gehört Naumannit zu den weichen bis mittelharten Mineralen, die sich etwas leichter als das Referenzmineral Calcit mit einer Kupfermünze ritzen lassen.
Im reflektierten Licht (Anschliff) ist Naumannit bläulichgrau und zeigt (in Luft) ein mäßig hohes Reflexionsverhalten, etwas heller als Tiemannit. In Öl ist das Reflexionsverhalten stark herabgesetzt; die Farbe ändert sich etwas nach braun. Der Reflexionspleochroismus in Luft ist schwer erkennbar, in Öl schwach, aber deutlich, zwischen bräunlichgrau und mattgrünlich graubraun (dunkler). Die Anisotropieeffekte bei + N sind hoch, die Farbeffekte (von blassgrau nach dunkelgrau) ziemlich lebhaft.
Naumannit ist vor dem Lötrohr auf Kohle leicht schmelzbar und gibt mit Soda ein Silberkorn. Im Kölbchen vor dem Lötrohr ebenfalls unter Bildung eines geringen Sublimats schmelzbar; im offenen Röhrchen setzen sich über einem Sublimat von rotem Selen kleine sternförmige Kristalle an, die aus der Röhre steigende Luft riecht stark nach Selen. In verdünnter Salpetersäure sehr schwer, in rauchender Salpetersäure leicht löslich; mit Salzsäure starker Niederschlag von Silberchlorid.

## Modifikationen und Varietäten
Die Varietät Selensilberblei besteht aus einem Gemenge von Clausthalit und Naumannit. Cacheutaït, benannt nach dem Cerro de Cacheuta bei Mendoza in Argentinien, bezeichnet ein Gemenge aus verschiedenen Seleniden, darunter hauptsächlich Clausthalit.
Als Selensilberblei oder Selensilberbleiglanz wird ein Gemenge aus Galenit und Naumannit bezeichnet.

## Bildung und Fundorte
Naumannit bildet sich hydrothermal und findet sich vor allem auf geringmächtigen, schwefeldefizitären hydrothermalen Selenerzgängen. Begleitminerale sind andere Selenide wie Aguilarit, Bohdanowiczit, Clausthalit, Eskebornit, Eukairit, Tiemannit und Umangit, Sulfide und Sulfosalze wie Bornit, Chalkopyrit, Digenit, Mawsonit, Akanthit, Ag-reicher Tetraedrit, Proustit und Pyrargyrit sowie die Ag-Au-Legierung Elektrum, Goethit, Karbonate und verschiedene Silikate. Mit Clausthalit kommen überaus zarte myrmekitische Verwachsungen vor. Örtlich sind silber- oder selenhaltige Sekundärminerale wie Chlorargyrit, Chalkomenit, aber auch Malachit, charakteristisch.
Als eher seltene Mineralbildung kann Naumannit an verschiedenen Fundorten zum Teil zwar reichlich vorhanden sein, ist insgesamt aber wenig verbreitet. Weltweit sind bisher rund 240 Fundorte dokumentiert (Stand 2023). Typlokalität für den Naumannit ist der Eskaborner Stollen bei Tilkerode, Sachsen-Anhalt; das Mineral wurde auch im unweit gelegenen Grauwackesteinbruch Rieder bei Gernrode beobachtet. Weitere Fundorte in Deutschland sind u. a. die Grube „Roter Bär“, St. Andreasberg, die Gruben „St. Lorenz“ und „Charlotte“, Burgstätter Gangzug, Clausthal-Zellerfeld, und die Grube „Brummerjahn“ bei Zorge (alle im Harz, Niedersachsen). Ferner aus der Grube Clara im Rankach-Tal bei Oberwolfach, Schwarzwald, Baden-Württemberg, sowie aus den Gängen „Tiber“, „Brahma“, „Brahmaputra“, „Nelson“, „Rio Tinto“, „Rio Madeira“, „Ruhmvoll“, „Babelsberg“, „Oslo“, „Hohenstein“, „Sinaida“ und „Dürre Henne“ im Lagerstättenrevier Niederschlema-Alberoda (Sachsen).
In Österreich kennt man Naumannit ausschließlich aus einem kleinen Steinbruch beim Judenbauer, nordwestlich Kirchschlag in der Buckligen Welt, Niederösterreich. Aus der Schweiz sind mit Weierfeld, Rheinfelden, Aargau, und Van d’en Bas, Trient-Tal, Kanton Wallis, zwei Fundorte bekannt. In Weierfeld kommt das Mineral in Gesteinsproben einer Red-Bed-Lagerstätte aus dem Perm vor. Aus Selenmineralisationen in Uraninit-Calcit-Gängen von Předbořice (Kovářov), aus Zálesí, Olmützer Region, Mähren und aus Moldava bei Teplice, Erzgebirge, Aussiger Region (alle in Tschechien). Aus dem „Rozalia“-Gang, Hodruša-Hámre bei Banská Štiavnica, Slowakei, und aus Săcărîmb (Nagyág) bei Deva, Rumänien. Aus den Gruben „St. Johannes“ und „Hellig Trefoldighet“ der Kongsberger Silbererz-Lagerstätte, Kongsberg, Buskerud, Norwegen. Aus der „Skrikerum Mine“, Valdemarsvik, Östergötland, und dem Glava-Kupferfeld (Yttre Rud Mines), Arvika, Värmland, beide Schweden. Weiterhin von Hope’s Nose, Torquay, Devon (England).
In den USA aus dem „Republic District“, Ferry County, und der „L-D Mine“, Wenatchee, Chelan County, beide Washington; aus der De Lamar Mine, Silver City District, Owyhee County, und aus der „4th of July Mine“, Yankee Fork, Custer County, Idaho; aus der „Midas Mine“ (Ken Snyder Mine) und der Lagerstätte Rex Grande bei Midas, beide im Gold Circle District in Elko County, Nevada. Aus Kanada von den Betty Claims nördlich Divide Lake, British Columbia, und dem weltweit tiefsten Buntmetall-Bergwerk, der Kidd Creek Mine bei Timmins, Ontario. In Mexiko aus den Gruben El Capulin, El Cubo San Juan de Rayas und Flores de María, alle bei Guanajuato, Municipio Guanajuato, Guanajuato. Aus der berühmten Silberlagerstätte Virgen de Surumi (Pacajake Mine) bei Colquechaca, Potosí, Bolivien. Aus der Mina Tumiñico, Sierra de Cacho, Provinz La Rioja, und aus dem einst selenreichsten Erzgang der Welt am Cerro de Cacheuta bei Mendoza, beide Argentinien.
In Australien aus dem Wolumia-Goldfeld, New South Wales, und den Copper Hills, östliche Region Pilbara, Western Australia. Aus der Emperor Mine, Vatukoula, und dem Au-Ag-Te-Goldfeld Tuvatu, Viti Levu, Fidschi. In Japan aus den Au-Ag-Lagerstätten Hishikari und Kushikino, Präfektur Kagoshima, und der Grube Sanru auf Hokkaido. Aus der Goldlagerstätte Axi, Ili, Uigurisches Autonomes Gebiet Xinjiang, China.
Weitere Fundpunkte befinden sich z. B. in Argentinien, Australien, Bulgarien, China, Finnland, Deutschland, Frankreich, Grönland, Indonesien, Japan, Kanada, Mexiko, Polen, Russland, Spanien, Tschechien, Usbekistan und mehreren Bundesstaaten in den USA.

## Verwendung
Aufgrund des hohen Silbergehaltes von bis zu 73 Gew.-% ist Naumannit ein reiches Silbererz. Aus der „De Lamar Mine“ im Bergbaubezirk Silver City (Idaho) wurde das Mineral jahrzehntelang als „Argentit“ gefördert und verhüttet und erst 1920 als Silberselenid erkannt. In der im Gold Circle District in Nevada liegenden „Midas Mine“ ist Naumannit praktisch das einzige Silbererz. Naumannit gehört zu den Selenerzen, die 1961–1965 im Lagerstättenrevier Niederschlema-Alberoda in Sachsen selektiv abgebaut und verhüttet wurden.
Ag2Se ist ein vielversprechendes Material für technologische Anwendungen auf verschiedenen Gebieten wie thermo-chromische Materialien für nichtlineare optische Geräte, ionensensitive Mehrfach-Elektroden, Infrarotsensoren, elektrochemische Speicherzellen, Speichergeräte für elektrochemische Potentiale und Magnetfeldfühler. Die Tieftemperaturmodifikation ist ein N-Typ-Halbleiter und wird als thermo-chromisches Material und als Fotosensibilisator in fotografischen Filmen benutzt, während die Hochtemperaturmodifikation ein Super-Ionenleiter ist und als fester Elektrolyt in lichtaktiv aufladbaren Batterien verwendet wird. Nach dem Phasenübergang vergrößert sich die Ionenleitfähigkeit mit Werten um 2 S/cm auf das Zehntausendfache.
Die Halbleitereigenschaften des Materials sind größenabhängig – Halbleiter-Nanokristalle finden Anwendung in Solarzellen, lichtemittierenden Dioden, Dünnschicht-Transistoren und bei der biologischen Bildverarbeitung.